# 보신 전쟁
보신 전쟁(일본어: 戊辰戦争)은 1868년부터 1869년 사이에 에도 막부의 세력과 교토 어소에 정치 권력을 반환하기를 요구하는 세력과의 싸움으로, 일본에서 일어난 내전이다.
전쟁은 일본이 개항하면서 에도 막부(도쿠가와 막부)의 이이 나오스케(하코네)가 고메이 천황의 칙허도 없이 5개의 국가(미국, 네덜란드, 러시아, 영국, 프랑스)과의 안세이 5개국 조약을 체결하였다는 불평등 조약으로 인한 반막부 세력의 불만에서 기원되었다. 안세이 대옥의 부정 리스크에 미쳐나가는 서쪽 번국(사쓰마번, 조슈번, 도사번, 사가번)을 중심으로 한 반막부 세력은 나이 어린 메이지 천황을 옹립하고 일본 황실에 대한 영향력을 확보해나갔다. 1866년 도사번 출신이던 사카모토 료마와 나카오카 신타로의 중개에 의해 사쓰마번과 조슈번 사이에 삿초동맹이 맺어지자 군사적 위협을 느낀 쇼군 도쿠가와 요시노부는 정치 권력을 메이지 천황에게 대정봉환 의식에 따라 헌납하여 도쿠가와 가문을 보존하고, 미래의 신정부에 참여할 것을 기대했다.
그러나 에도(현 도쿄)에서 교토 어소 측의 군사적 움직임이 보이는 한편 사쓰마번, 조슈번, 도사번, 사가번을 비롯한 반막부 세력이 12월 9일 쿠데타를 일으켜 조정을 장악하고, 대정봉환을 계기로 도쿠가와 막부의 폐지와 신정부를 수립할 것을 선언했다. 그 결과로 무진년인 게이오 5년(1868년)에 일본 전토에서 내전이 발발한다. 사쓰마와 조슈를 비롯한 반막부 세력의 군대가 막부 세력보다 비교적 근대적이었기 때문에 도바 후시미 전투를 서막으로 여러 전투에서 승리할 수 있었고, 결국 에도까지 후퇴한 도쿠가와 요시노부는 개인적인 항복을 선언한다. 이후 오우에쓰 열번 동맹의 패배에도 불구하고 도쿠가와 가문에 끝까지 충성한 잔당과 북부 혼슈 세력은 홋카이도까지 후퇴하여 에조 공화국을 건국했으나, 하코다테 전쟁을 마지막으로 보신 전쟁은 반막부 세력(일본 신정부군)의 승리로 막을 내리게 된다.
내전에서 승리한 반막부 세력은 일본에서 외국인들을 추방시키고, 과거에 막부가 외국과 맺은 불평등 조약을 협상하려고 했으나, 장기적인 근대화 정책을 채택하고 개국시키기 위하여 포기했다. 사이고 다카모리를 비롯한 신정부의 지도자들은 도쿠가와 막부의 충신들에게 관용을 배풀었고, 옛 막부의 지도자들에게 신정부의 책임있는 직책을 수여했다.

## 배경

### 막부에 대한 불만
1854년 이전의 두 세기 동안 일본은 에도 막부에 의해 데지마를 통한 네덜란드와의 무역, 류큐를 통한 중국과의 무역을 제외하고는 외국과의 교역에서 엄격하게 제한되어 왔다. 그러나 1854년 도쿠가와 막부가 미국에 문호를 개방하게 되면서 대외 무역이 활발해지기 시작했다. 그러나 막부가 외국과 체결한 굴욕 조항으로 인해 상당 부분에서 불평등 조약이 합의되자, 일본내에서 외국인 혐오감정과 함께 반막부 정서가 커지기 시작하면서 사쓰마번과 조슈번을 비롯한 여러 지방 번국에서 존왕양이 운동이 일어나게 된다.
고메이 천황은 이러한 정서에 동의했고, 기회가 있을 때마다 불평등 조약을 맹렬히 비판하면서 도쿠가와 막부를 계속적으로 지지하고 훼방했다. 막부 정치에 대해서도 어느정도 발언권을 가지고 있었던 고메이 천황은 이이 나오스케가 미·일 수호 통상조약을 비롯한 여러 조약 추진 및 체결 과정에서 천황의 칙허를 얻지도 않고 조약을 맺은 사실에 대한 불신을 드러냈고, 분큐 3년(1863년)에는 양이의 칙명을 내리기도 했다(분큐 3년 3월의 양이 칙명). 그 영향으로 일본 내에서 외국인 습격 사건 등의 양이 운동이 발발한다.
그러나 이러한 양이 운동은 외세에 의해 사쓰에이 전쟁과 다국적 시모노세키 전쟁으로 어느정도 완화되었다. 동시에 조슈번의 존왕양이 세력이 교토를 장악하기 위해 반란을 일으켰으나, 도쿠가와 막부 세력에 의해 진압된다. 막부는 조슈번을 더욱 압박하기 위해 제1차 조슈 정벌을 감행했으나 큰 무력 충돌은 없었다. 조슈번의 지도자들과 천황을 비롯한 반막부 세력의 저항은 일시적으로 가라 앉았지만, 이후 반막부 정서를 가진 수 많은 다이묘들이 막부의 명을 무시하기 시작하면서 에도 막부는 일본의 전국을 완벽히 통제할 수 없다는 것이 서서히 드러난다.

### 외국과의 교류
사쓰마번, 조슈번을 비롯한 여러 번국에서는 막부에 대항하기 위해 육군과 해군의 근대화를 추구하였다. 영국의 스코틀랜드계 프리메이슨 상인 토머스 블레이크 글러버는 서쪽 번국에게 군함과 총의 수량을 판매했으며, 영국 대사 해리 스미스 파크스는 일본 내에서 프랑스의 영향력을 견제하기 위해 반막부 세력과 밀접한 관계를 맺었다. 이 기간동안 사쓰마번의 사이고 다카모리와 조슈번의 이노우에 가오루 등의 지도자들은 어니스트 사토우를 비롯한 영국의 외교관들과도 밀접한 관계를 맺기도 한다.

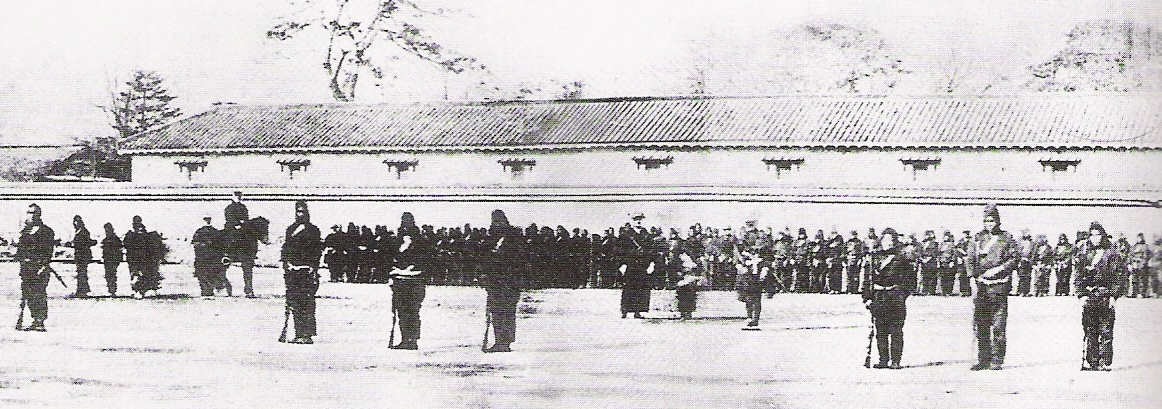
에도시대 말기 에도 막부의 보병부대 훈련 모습

에도 막부 또한 이들과의 충돌에 대비해서 군사적인 근대화를 추진했다. 당시 나폴레옹 3세의 군사 프로젝트에 감명받아 에도 막부는 주로 프랑스의 군사 전문 지식에 의존했으며, 크림 전쟁과 이탈리아 전쟁에서 거둔 프랑스의 성공을 통해 교훈을 획득했다.
막부는 현대적이고 강력한 군사력을 보유하기 위해 먼저 신식 해군을 구축했으며, 8척의 최신식 증기군함을 보유하게 되면서 동아시아에서 가장 근대적이고 강력한 해군력을 보유하게 된다. 1867년, 1월 나폴레옹 3세는 에도 막부의 요청으로 막부 육군의 재구성을 위해 프랑스 군사 고문단을 파견하였고, 한편 미국의 남북 전쟁에서 사용되었던 철갑함 고테쓰(Kotetsu)를 구입하는데 성공한다.

### 쿠데타
조슈번 내부에서 막부에 반대하는 급진 세력이 온건파를 누르고 거병을 일으키자 에도 막부는 조슈번을 처벌하기 위해 제2차 조슈정벌을 감행한다. 그러나 1866년 여름 조슈정벌에 나선 15만 병력의 막부군은 최신식 무기로 무장한 조슈번 군대에 의해 속수무책으로 무너졌고, 이를 계기로 에도 막부는 일본내에서의 명예와 발언권이 크게 실추된다. 그리고 이것은 사쓰마번과 조슈번을 크게 자극시켜 삿초동맹(사쓰마-조슈 동맹)이 맺어지는 빌미를 제공했다. 1866년 말 쇼군 도쿠가와 이에모치가 갑작스럽게 사망하자 에도 막부는 휴전 협정이 불가피해지게 된다.
한편 도사번은 삿초동맹을 견제하기 위해 신정권을 수립하고자 에도 막부의 쇼군 도쿠가와 요시노부에게 '천황에게 국가 통치권을 돌려달라'고 권고하는 타협안을 제시했다. 힘이 약해진 쇼군은 국가 통치권을 돌려준다면 이후 신정부에 참여하여 새로운 정치체제 아래에서 권력을 장악해 실질적인 통치권을 행사할 수 있다고 여겼다. 그리하여 11월 10일 쇼군은 천황에게 통치권을 반환했고, 마침내 반막부 세력은 쇼군을 사임시키고 대정봉환을 성공시킨다.
그러나 도쿠가와 요시노부의 사임은 형식적인 것에 불과했으니, 즉 실질적으로는 내대신(内大臣)에 오른 도쿠가와 요시노부의 정권 장악이 계속되었다. 마침내 이를 견디지 못한 사쓰마번을 비롯한 강경파들은 12월 9일에 쿠데타를 일으켜 쿄토를 장악하고, 막부 세력 타도와 함께 신정부 수립을 선포한다.
게이오 3년 (1867년) 말 사쓰마번의 사무라이인 오쿠보 도시미치와 사이고 다카모리, 그리고 공경가 이와쿠라 도모미는 왕정복고의 대호령을 통해 요시노부에게 내대신(内大臣)관직을 사임하고 막부의 영지를 조정에게 반납하기를 요구한다. 요시노부는 막부의 영지를 반납하기를 거부했으나, 신정부에게 순순히 복종할 의사를 표하기 위해 니조성에서 나와 오사카성으로 퇴거했다.

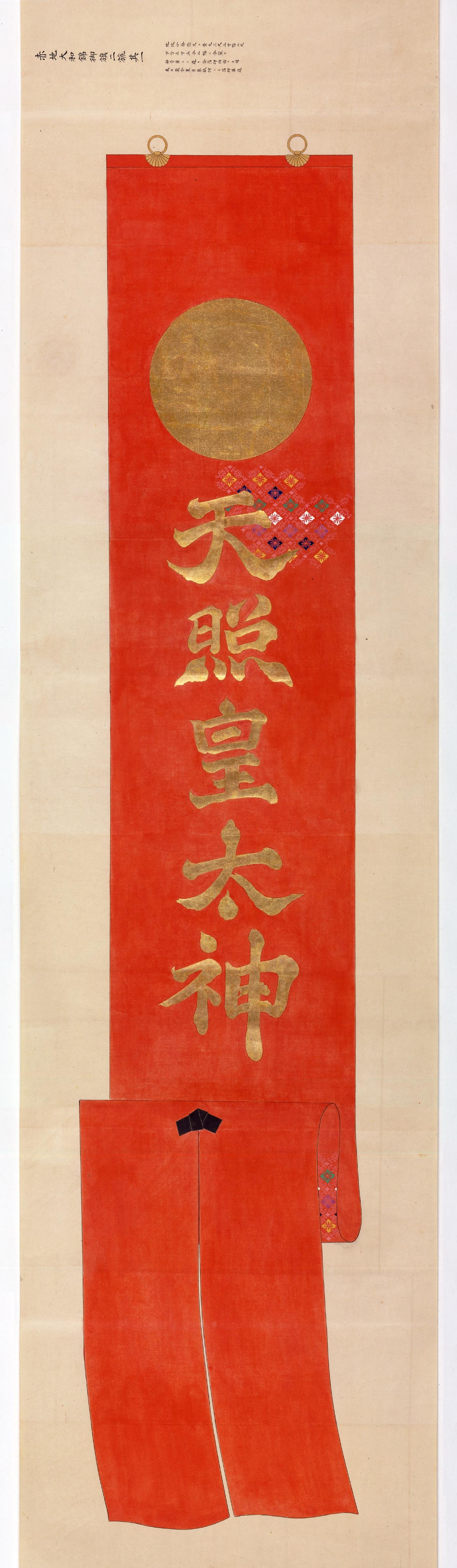
보신전쟁에서 신정부가 하사한 금기(錦旗)

한편 이를 못마땅하게 여긴 사쓰마번은 에도 막부 세력과의 전쟁의 발단을 열기 위해 전국 각지에서 폭동공작을 실시했다. 마쓰다이라 슌가쿠와 도쿠가와 요시카쓰가 사자로 가서 도쿠가와 요시노부에게 이를 통고하자 요시노부의 주위에선 ‘사쓰마 정벌’을 요구하는 소리가 높아졌고 요시노부는 마침내 사쓰마 정벌을 명목으로 막부 보병, 아이즈번, 구와나번을 주력으로 한 군대를 교토로 출정시킨다.

## 충돌의 시작

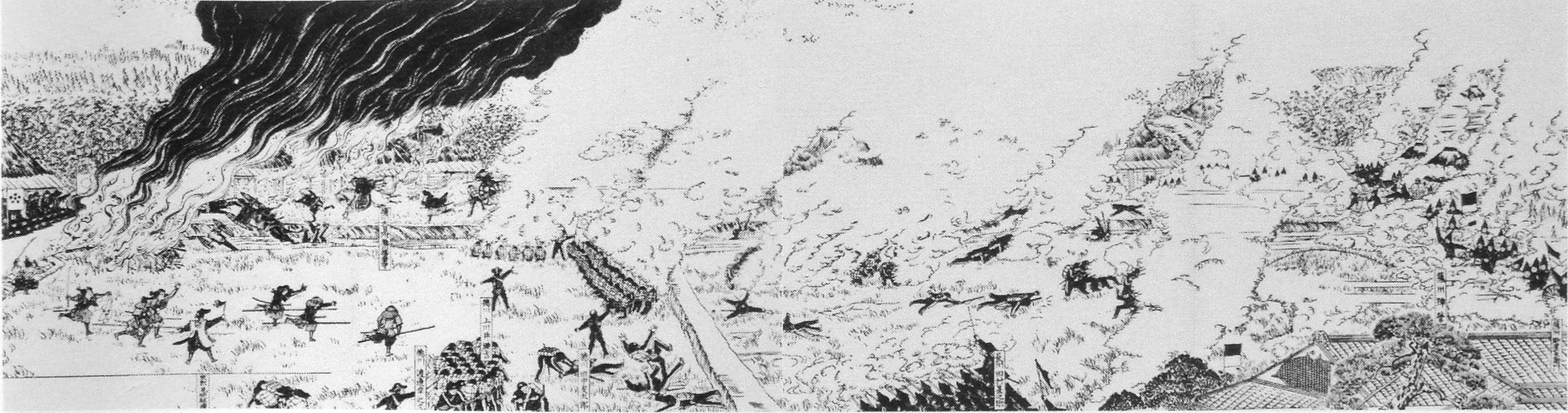
도바 전투

게이오 4년 (1868년) 1월 2일 저녁, 막부의 군함이 효고 앞바다에 정박하고 있었던 사쓰마번 군함을 공격하면서 사실상 전쟁이 시작된다. 도쿠가와 요시노부는 오사카의 외국 공사들에게 사쓰마번과의 교전이 시작됨을 통보하였고, 이날 밤, 오사카의 사쓰마번 저택을 습격한다. 이날 교토의 남교 도바 및 후시미에서 사쓰마·조슈로 구성된 삿초동맹군과 막부군이 충돌하면서 도바 후시미 전투가 시작되었다. 이 날 막부군은 약 15,000명으로 프랑스식 신식 훈련을 받은 이들이었고, 사쓰마와 조슈 군대의 병력은 3:1로 열세였지만, 최신예의 미녜총과 엔필드총으로 무장하고, 암스트롱 곡사포와 약간의 개틀링 포를 보유하는 등 완전히 근대화된 군대였다. 첫날, 막부군은 서전의 혼란과 지휘 및 전략의 불비등에 의해 고전을 면치못했다.

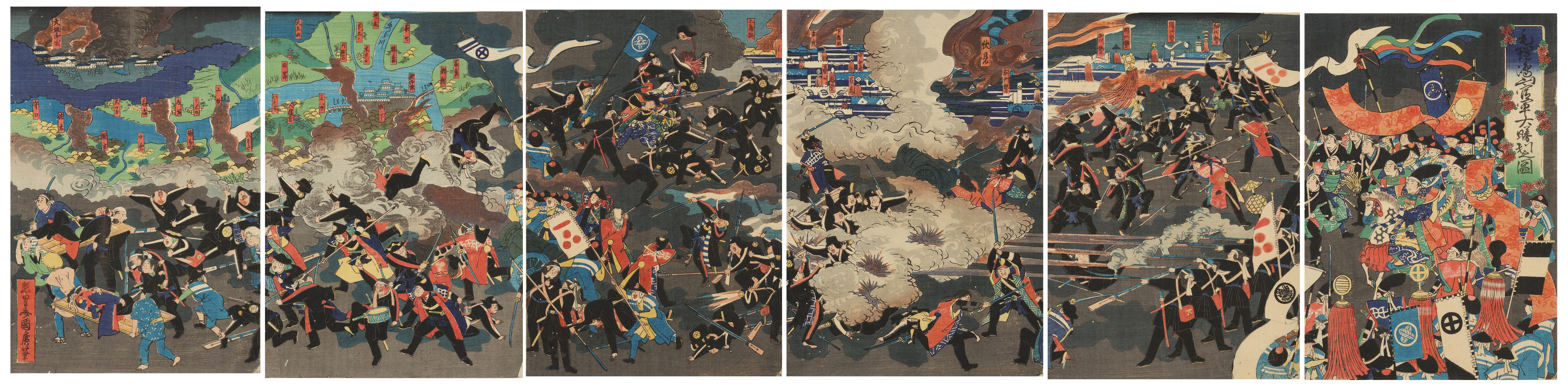
조슈번 군대와 요도성에서 후퇴하는 막부군

다음날 1월 4일, 막부군의 후퇴는 계속되었고, 신정부는 닌나지노미야 요시아키라 친왕을 정벌 대장군으로 금기(錦旗)·절도(節刀)를 하사하고 출마 명령을 내렸다. 사쓰마군은 공식적으로 관군이 된 이후 도사번도 신충대(迅衝隊)·호접대(胡蝶隊)·단금대(断金隊) 등을 편성하여 금기(錦旗)를 하사받고 관군에 임명되었다. 반대로 도쿠가와 막부군은 반란세력으로 규정되어 좌막파제번(佐幕派諸藩)들이 크게 동요했다. 이러한 배경으로 요도번은 막부군의 입성을 받아들이지 않았고, 결국 막부군은 요도번의 성곽 도시를 방화하고 야와타 방향으로 후퇴했다. 1월 6일, 막부군은 야와타·야마자키에서 삿초동맹군과 대결하지만, 야마자키 포대에 배치되어 있던 쓰번이 막부군을 포격하기 시작했다. 결국 막부군은 야마자키 이동(以東)의 쿄자카(京坂) 지역에서 패배하고 오사카로 철수하였다.
1월 6일 밤, 막부군은 여전히 총병력에서 우위를 점하고 있었으나, 도쿠가와 요시노부가 아군을 버리고 측근과 동행하여 오사카성을 떠나 바다를 통해 에도로 철수하였다. 결국 요시노부의 후퇴에 의해 막부군은 전의를 상실했으며, 막부를 지원하던 번국들 또한 전투를 중단하고 군대를 돌렸다. 그리고 막부군은 에도 방면으로 철수했다.

## 에도의 항복
에도로 도착한 도쿠가와 요시노부는 1월 15일 막부의 주전파 중심인물 오구리 다다마사를 파면시킨다. 그리고 2월 12일 에도성에서 나와 우에노의 간에이지에서 근신하며 메이지 천황에게 반항할 의사가 없다는 것을 나타냈다.
한편 메이지 천황에게 조적 선고를 받은 마쓰다이라 가타모리는 아이즈로 돌아왔다. 마쓰다이라는 신정부에게 탄원서를 제출하면서 천황에게 복종할 의사를 표시했지만, 신정부의 권위는 인정하지 않았으며, 신정부의 무장 해체 요구도 거절했다. 한편 에도에서 사쓰마번의 소란 행위를 단속하면서 신정부에 적의를 품고있던 쇼나이번의 다이묘 사카이 다다즈미가 삿초동맹에 대항하기 위해 아이쇼 동맹(会庄同盟)을 결성했다. 신정부에 복종할 의사를 나타낸 막부의 일부 세력은 구니모토에서 근신하거나, 도쿠가와 요시노부와 함께 동북지방으로 달아났다. 반면 여전히 반신정부를 고수했던 세력은 아이즈번에 의지했다.

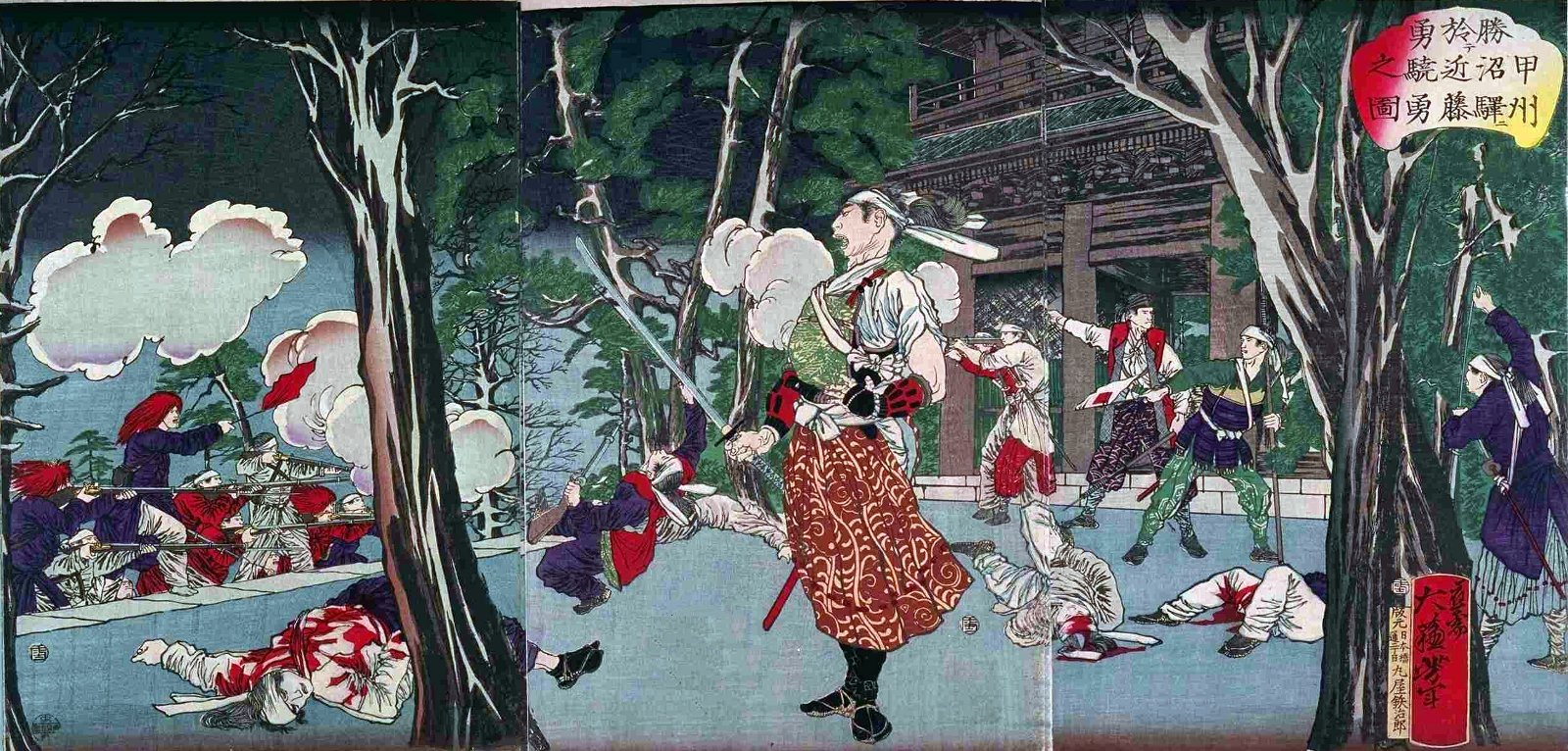
니시키에『가쓰 누마의 곤도 이사미 그림』

신정부는 아리스가와노미야 다루히토 친왕(有栖川宮 熾仁 親王)을 총독으로 임명하여 동정군(東征軍)을 편성하고, 도카이군·도산도군·호쿠리쿠도군으로 나뉘어 에도로 진군했다. 한편 막부군은 코요진무대(甲陽鎮撫隊)를 편성하여 고후성을 방어 거점으로 하려고했다. 그러나 도산도를 끼고 신쥬에 주둔해 있던 도사번의 이타가키 다이스케, 사쓰마번의 이지치 쇼우지가 이끄는 부대가 고슈로 가서 고요진무대보다 먼저 고후 성을 접수했다. 고요진무대는 고후 분지(甲府盆地)에서 진군을 계속했지만, 게이오 4년(1868년) 3월 6일, 신정부군과의 전투에서 완패했다.

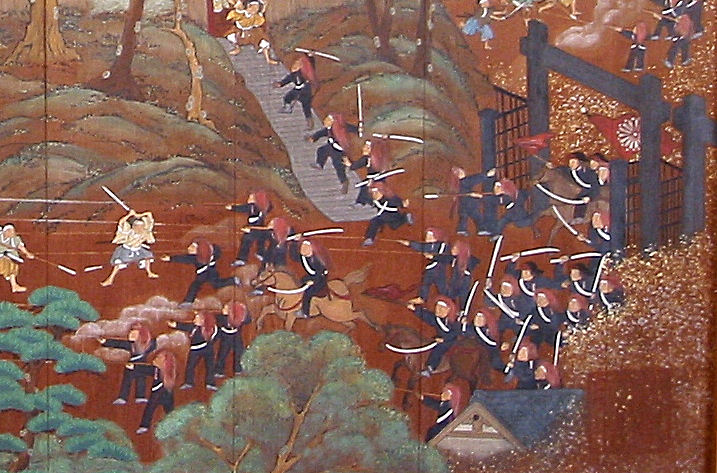
샤구마(赤熊)를 쓴 도사번의 사무라이

한편, 도산도로 나아간 토산도군 본대는 3월 8일 부슈우쿠마가야(武州熊谷)숙소에 도착, 3월 9일에 가까운 야나다(梁田)에서 숙박하고 있던 막부군의 충봉대(衝鋒隊)를 기습하여 격파했다.
슨푸(駿府)로 진군한 신정부는 3월 6일, 군 회의에서 3월 15일에 에도 성 총공격을 감행할 것을 계획했다. 그러나 내란이 조약 국가들과의 무역에 악영향이 끼치게 될 것을 우려했고, 영국 공사 해리 스미스 파크스는 신정부에게 에도 총공격의 중지를 요구했다. 신정부는 외국과 원만한 관계를 유지하기 위해, 에도 총공격의 계획을 중지하는 결정을 내린다.
공순파(恭順派)로서 막부 육군의 총재였던 가쓰 가이슈는 동정대 총독부(総督府) 참모의 사이고 다카모리에게 사신을 보내 회담을 요청했고, 항복 조건으로 도쿠가와 요시노부의 비젠(備前)을 맡기고, 무기와 군함을 인도할 것을 나타냈다. 사이고 다카모리는 3월 13일, 다카나와(高輪)의 사쓰마 번 저택에 들어가 이 날부터 가쓰 가이슈와 개성(開城)의 협상이 이루어졌다. 다음날 3월 14일, 총독부에서의 검토끝에 마침내 15일 에도 총공격이 중단되었다. 요시노부는 미토로 출발했고, 4월 21일에는 아리스가와노미야 다루히토 친왕이 입성하면서 에도무혈개성(江戶無血開城)이 이루어지고, 마침내 에도 성은 신정부의 지배하에 들어간다.

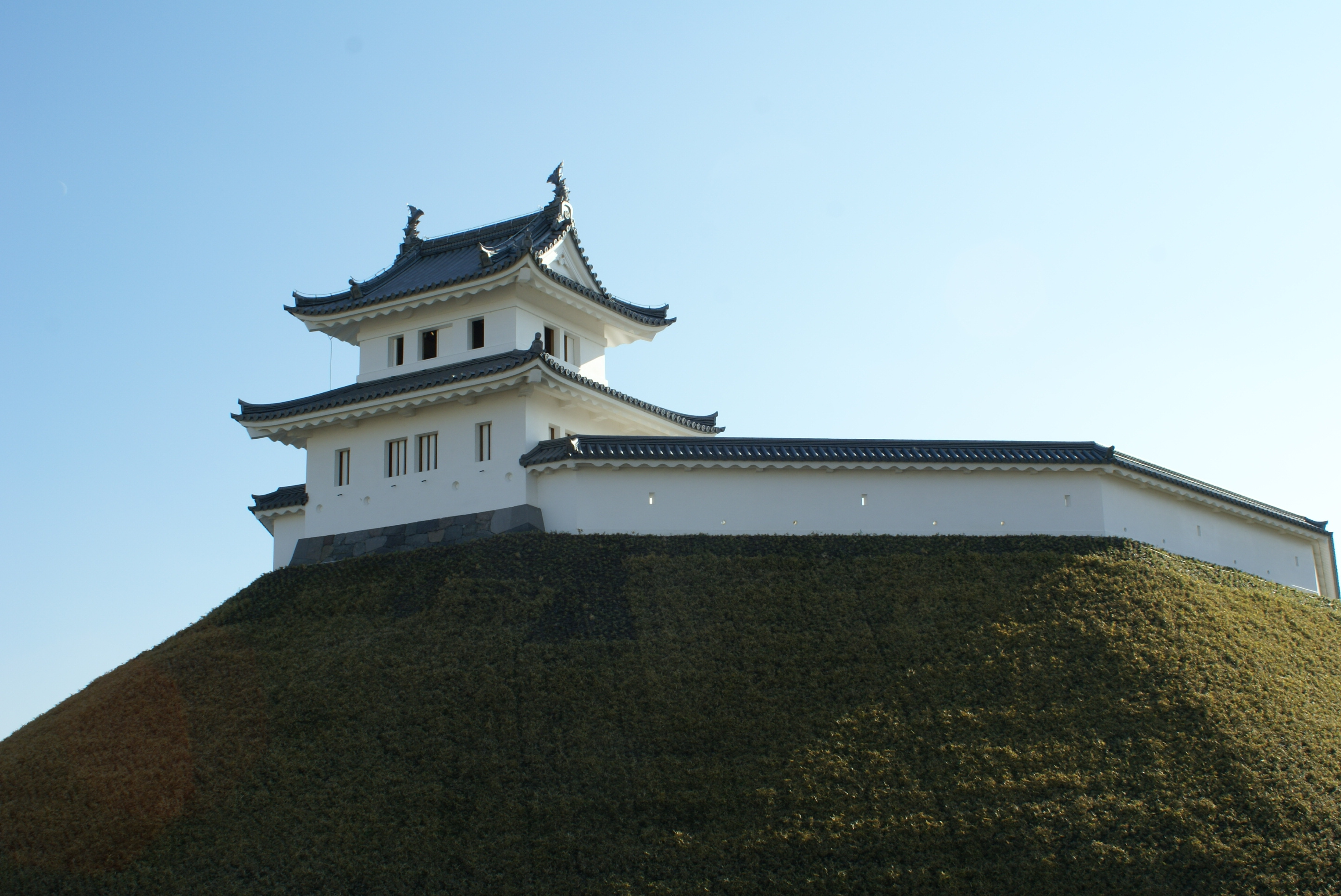
우쓰노미야 성

1868년 게이오 4년 음력 4월 11일에는 에도무혈개성(江戶無血開城)에 반대한 막부의 신하중 일부가 지바(千葉)방면으로 탈출했고, 후나바시 신궁(船橋大神宮)에 진을 쳐 5월 24일에 이치카와 후나바시 주변에서 신정부군과 막부군이 충돌했다. 이 전투는 신식무기를 보유한 신정부군의 승리로 막을 내렸다.
한편 에도 개성 이전, 막부 잔당 세력들은 도쿠가와 막부의 성지인 닛코뵤유(日光廟)에서 군대를 집결시켜 신정부군과 대결하기 위해 에도에서 탈출했다. 오토리 게이스케는 전습대(伝習隊), 막부 보병 제7연대, 회천대(回天隊)등 총 2,000명의 군대를 거느리고 두 부대로 나뉘어 닛코로 향했으나, 가가와 게이조가 이끄는 신정부군과의 4번의 전투 끝에 결국 패했다. 막부군의 선봉부대는 4월 19일 우쓰노미야성을 공격하여 양군이 격돌했다. 다음 날 막부군이 우쓰노미야성을 점령했으나, 우쓰노미야에서 퇴각하는 도산도군(東山道軍)이 약 20,000명의 원군과 합류하여 오야마 이와오가 이끄는 신정부군이 성을 탈환했다. 막부군은 닛코에서의 결전을 대비할 수 있도록 퇴각했다.
한편 도호쿠·홋카이도·니가타에서 센다이번의 영주 다테 요시쿠니에 의해 오우에쓰 열번 동맹이 수립된 2주 후인 7월 4일, 신정부는 막부군의 쇼기대(彰義隊)를 공격하여 우에노 전쟁이 시작되었다. 조슈번의 오무라 마스지로는 사가번이 제조한 신병기 암스트롱 곡사포를 활용하여 쇼기대(彰義隊)를 공격했다. 쇼기대(彰義隊)는 속수무책으로 붕괴되었고, 우에노 전쟁은 단 하루만에 신정부군의 승리로 끝난다.

## 오우에쓰 열번 동맹의 저항
게이오 4년 1868년 1월 17일, 도바 후시미 전투에서 승리한 신정부군은 센다이번에게 후퇴 중이던 아이즈번의 군대를 추격해줄 것을 요청했으나, 센다이 번은 이를 거절했다. 그리고 2월 25일, 신정부는 쇼나이번에게 아이즈번의 토벌에 참여할 것을 요청했지만, 쇼나이번은 사자를 보내 이를 거절했다. 아이즈 번 또한 천황에게는 순수히 복종할 것을 나타냈지만 신정부의 권위를 인정하지는 않았다.
4월 23일, 오야마 쓰나요시가 이끄는 신정부군이 쇼나이번을 공격했지만, 쇼나이 번이 신정부군을 물리치고 오히려 덴도성(天童城)을 함락시켰다. 비슷한 시기에 관동에선 오토리 게이스케가 이끄는 막부군이 우쓰노미야성을 점령했다. 이러한 사실이 동북지방에 전해지자 센다이 번에서는 아이즈번, 쇼나이번과 협력하여 신정부군에 대항해자는 의견이 다수를 이루었다. 마침내 동북지방의 다이묘들은 신정부군에 대항하기 위해 동맹을 결성한다.

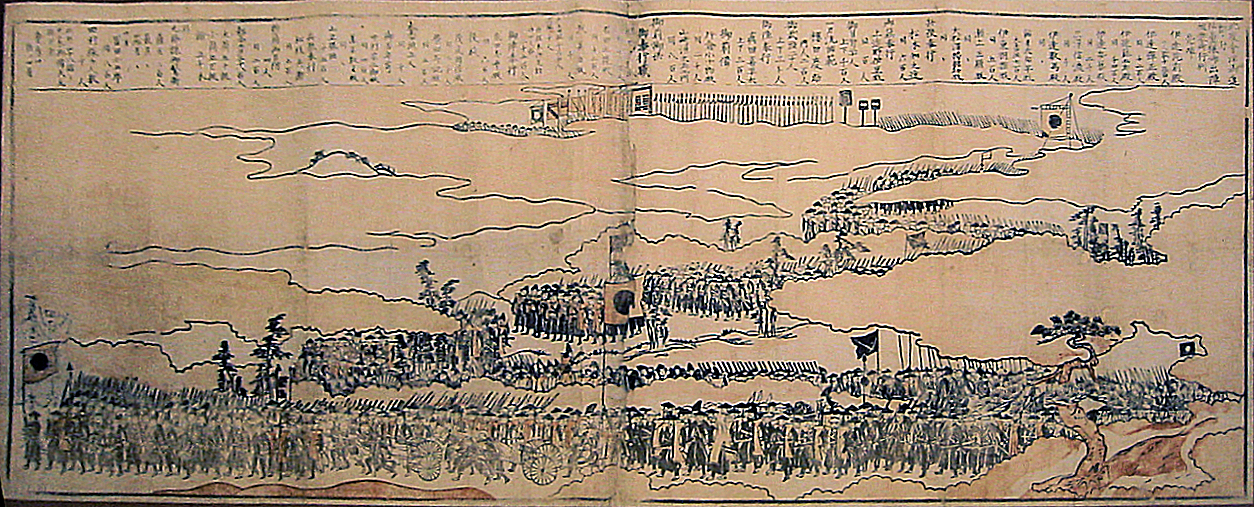
센다이 번의 군대

한편 센다이 번은 신정부와 가까워지고 있는 구보타 번에 사자 7명을 파견했다. 그러자 구보타 번의 존왕양이파는 7월 4일 센다이번의 사자와 모리오카번의 수행원을 모두 살해했다. 끝내 구보타 번은 오우에쓰 열번 동맹에서 이탈했고, 구보타 번은 동북지방에서 신정부군의 거점이 되었다. 구보타 번에 이어서 신조번·혼조 번·야지마 번·카메다 번도 신정부군에게 복종했다. 그러자 7월 14일, 쇼나이 번은 신정부에게 복종한 신조번을 공격해 신조 번 다이묘의 거점인 신조성을 함락시키고 센다이 번과 함께 연승에 가까운 상태로 구보타성의 앞까지 진격했다. 모리오카번은 나라야마 사도(楢山佐渡)가 귀국하면서 오우에쓰 열번 동맹에 가담할 것을 결정했고, 8월 9일에 모리오카번은 구보타번을 공격해 오다테성을 공략했다.

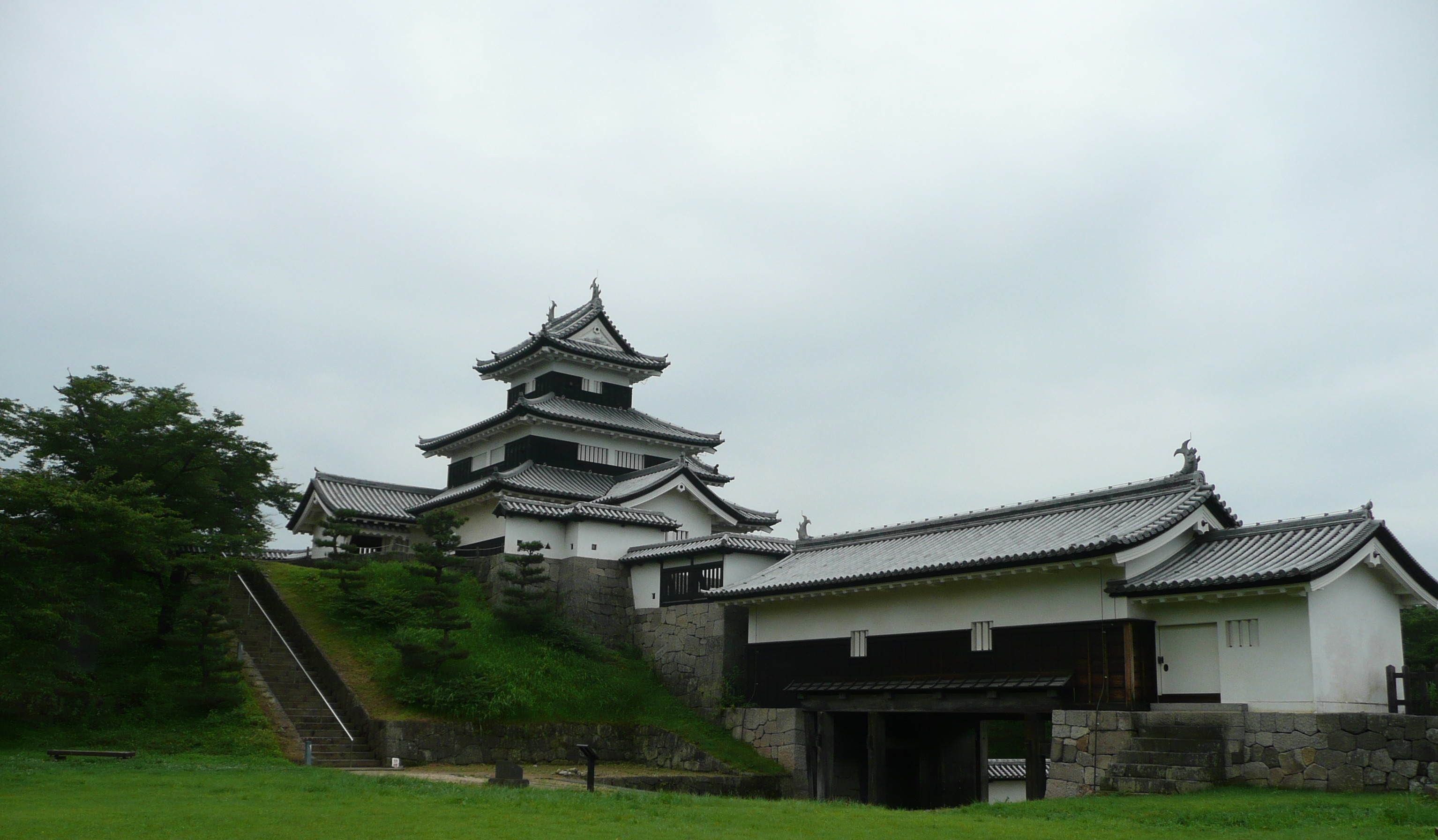
사라카와 고미네 성 유적

시라카와 지역에서도 양군이 충돌했다. 시라카와는 간토과 동북지방의 경계점이며 이 곳의 시라카와성은 두 지역 사이의 교통을 관리할 수 있는 요충지였다. 에도무혈개성(江戶無血開城) 이후 이 곳은 신정부가 관리하고 있었으나, 6월 20일 아이즈 번과 센다이 번이 공격해서 탈환했다. 그러나 7월 1일 이지치 쇼우지가 이끄는 신정부군은 오우에쓰 열번 동맹군으로부터 시라카와 성을 탈환했고, 이후 100일에 걸쳐 신정부군과 오우에쓰 열번 동맹군간의 공방전이 이루어졌다. 아이즈 번·센다이 번을 주력으로하는 동맹군 4500명은 7차례에 걸쳐 시라카와 성 탈환을 시도했으나 실패로 끝난다. 이 전투에서 양군은 아울러 약 1,000명의 사망자가 나왔다.
오우에쓰 열번 동맹에 가담한 나가오카 번은 가와이 쓰구노스케의 헤이세이 개혁을 통해 신무기로 새롭게 무장했다. 나가오카번은 가와이의 지휘 하에 선전했지만, 7월에 나가오카성이 함락당했다. 그러나 7월 25일, 나가오카성을 탈환하고 신정부군을 패주시키는데 성공했으나, 이때 지휘관 가와이 쓰구노스케가 부상을 입어 결국 사망했다. 신정부군이 나가오카성을 다시 장악하자 7월 29일에 나가오카 번은 군대를 철수시켰다. 한편, 신정부군이 군함을 이끌고 상륙하여 요네자와 번과 아이즈 번이 지키고 있는 니가타를 함락시키자 8월 에치고의 전역이 신정부군의 지배하에 들어간다. 이에 따라 오우에쓰 열번 동맹은 주요 무기 공급지였던 니가타 항을 잃고 심각한 사태에 몰렸다.
한편 이타가키 다이스케가 이끄는 신정부군의 신충대(迅衝隊)는 사라카와와 히라카타의 중간에 위치한 나구라성을 접수하고, 미하루번을 무혈개성 시키는데 성공했다. 신정부군은 계속 진군했고, 니혼마쓰성을 점령하자, 8월 7일에 소마번이 신정부군에 항복했다. 이때 시라카와 주변에서 군대를 주둔시키고 신정부군의 남하 소식을 듣고 있던 오우에쓰 열번 동맹군은 북쪽의 해안가와 나카도리(中通り)가 신정부의 지배하에 들어간 것에 경악했고, 결국 아이즈 번의 영내를 통과하여 영지(国許)로 퇴각했다. 또한 오우에쓰 열번 동맹의 센다이 번은 공순파(恭順派)의 기세가 강해지고 있어 영지 외부로의 진군을 취소했다. 신정부군의 총사령관 오무라 마스지로(조슈번)는 센다이 번을 공격할 것을 우선으로 주장하고 있었지만, 현지 사령관인 이지치 쇼우지(伊地知 正治)(사쓰마번)와 이타가키 다이스케(도사번)가 아이즈로 진격하고 있었기 때문에 결국 아이즈 전쟁이 일어나게 된다.

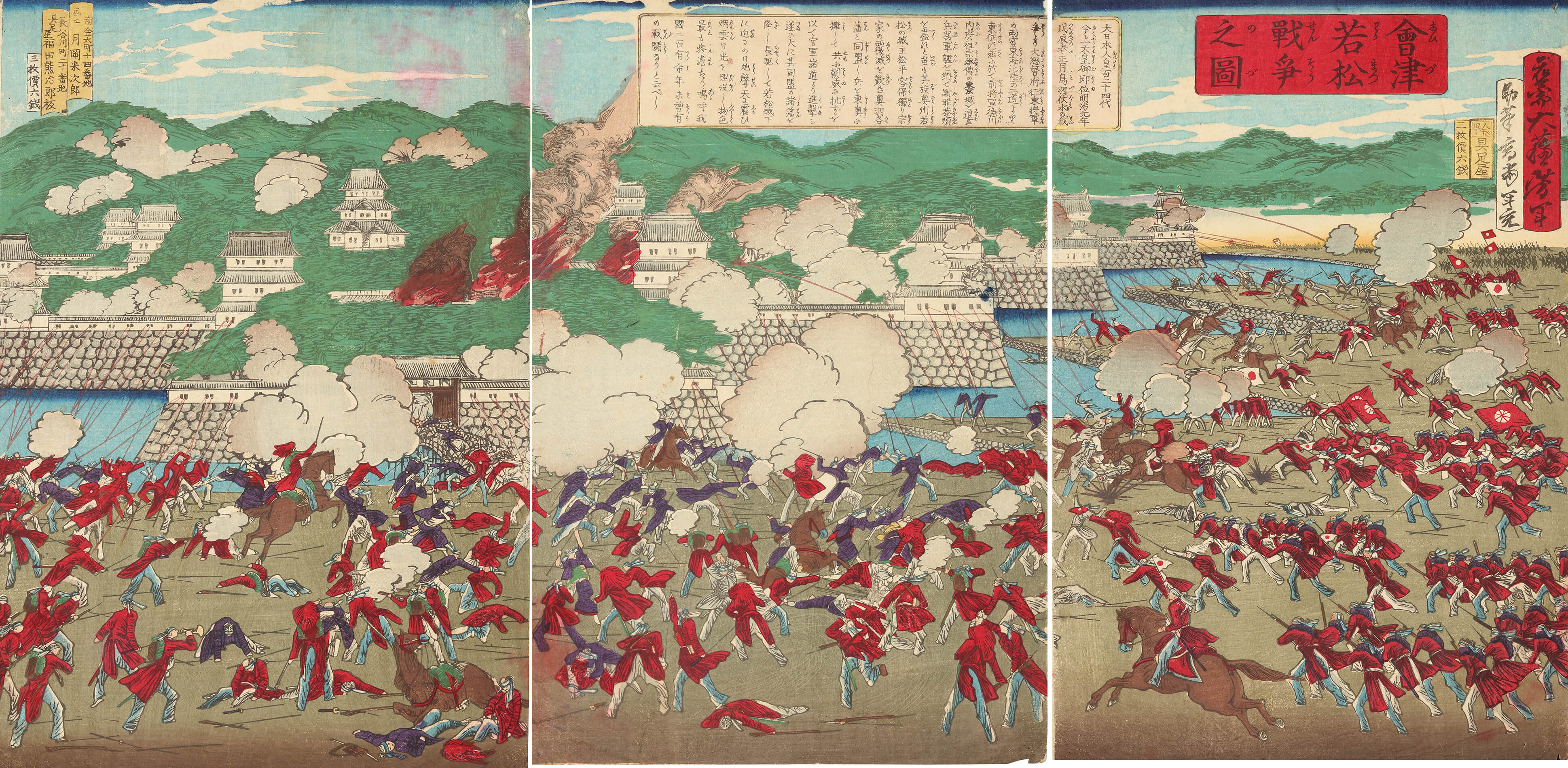
아이즈 전쟁

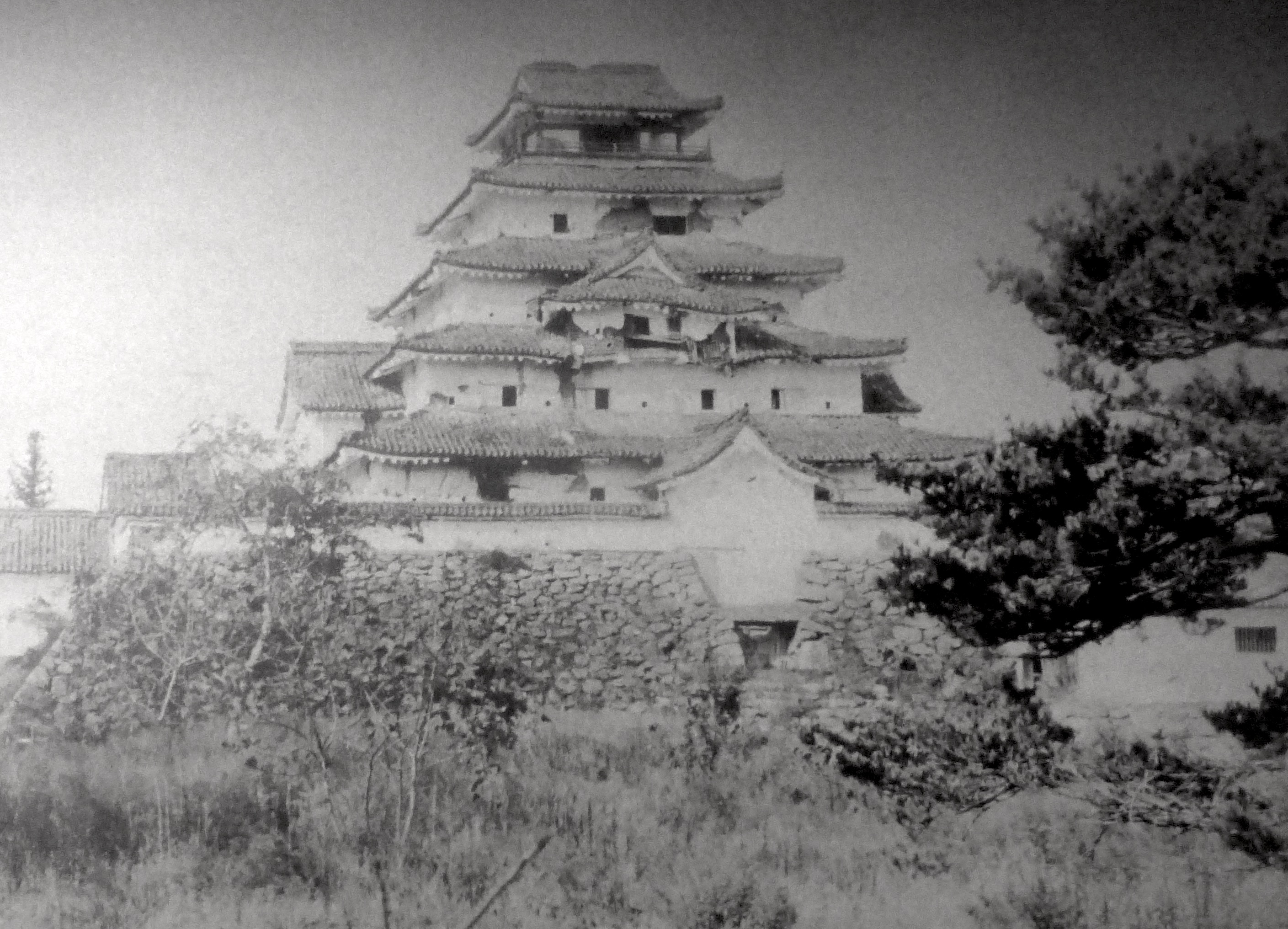
손실된 아이즈 와카마쓰성

게이오 4년(1868년) 8월 22일, 니혼마쓰 주변까지 북상하고 있던 신정부군은 오우에쓰 열번 동맹군의 방비가 허술한 아이즈 분지로 침공하여 교전이 일어난다. 현지에는 오토리 게이스케가 이끄는 막부군이 방어하고 있었지만 병력의 규모가 작아 신정부군의 와카마츠 진격을 허용했으며, 당시 아이즈번 군대의 주력은 관동에서 가까운 영내의 남부에 위치한 닛코와 영지로부터 먼곳에 위치해있어 와카마츠로 진격해오는 신정부군을 저지하는데 부족했다. 또한 신정부군을 측면에서 견재하지 않고 퇴각하는 것을 우선시했기 때문에 결국 아이즈 번과 막부군의 잔당 세력은 와카마쓰성에서 농성을 해야만했다.
마침내 9월 4일, 요네자와번이 신정부군에게 항복을 했고, 요네자와의 다이묘 우에스기 나리노리는 센다이 번에게 항복을 권고했다. 그 결과 9월 10일, 센다이 번은 신정부에게 항복했으며 잇따라 아이즈 번도 신정부군에게 항복했다. 아이즈 번이 항복하자 쇼나이 번은 구보타 영내에서 일제히 퇴각했고, 마침내 9월 24일, 신정부에게 항복을 선언한다.

## 하코다테 결전

### 에조 공화국의 성립
혼슈에서 도쿠가와 막부가 신정부군에게 패배함에 따라 에노모토 다케아키는 막부 함대를 이끌고 프랑스 군사 관계자들과 함께 홋카이도로 달아났다. 이들은 홋카이도의 발전에 전념하고 독립국가 수립을 목표로 정부를 수립했다. 공식적으로 12월 25일에 에조 공화국을 건국했으며, 이는 일본 역사상 유일의 공화국이었다. 에조 공화국은 미국, 프랑스, 러시아등 하코다테에 있는 외국공관들에게 도움을 요청했으며 프랑스는 이에 화답했으나, 메이지 정부는 끝까지 에조 공화국을 부정했다. 초대 대통령 에노모토 다케아키는 홋카이도를 개발하여 자체적인 정권을 유지할 수 있도록 허락하응 것을 요청했으나, 이는 곧바로 메이지 정부의 국회에 의해 거절되었다.
1868년 겨울 동안에 에조 공화국은 고료카쿠 요새를 필두로 하코다테의 남쪽 반도에 대한 방어를 강화했다. 군대는 프랑스와 에조 공화국의 공동지휘하에 조직되었다. 총사령관은 오토리 케이스케(大鳥圭介)였다. 이들은 군대를 4여단으로 나누어 각각 프랑스군 장교의 지휘를 받도록 했으며, 군대는 다시 8여단으로 나누어 에조 공화국 장교의 지휘를 받도록 했다.

### 결전과 항복

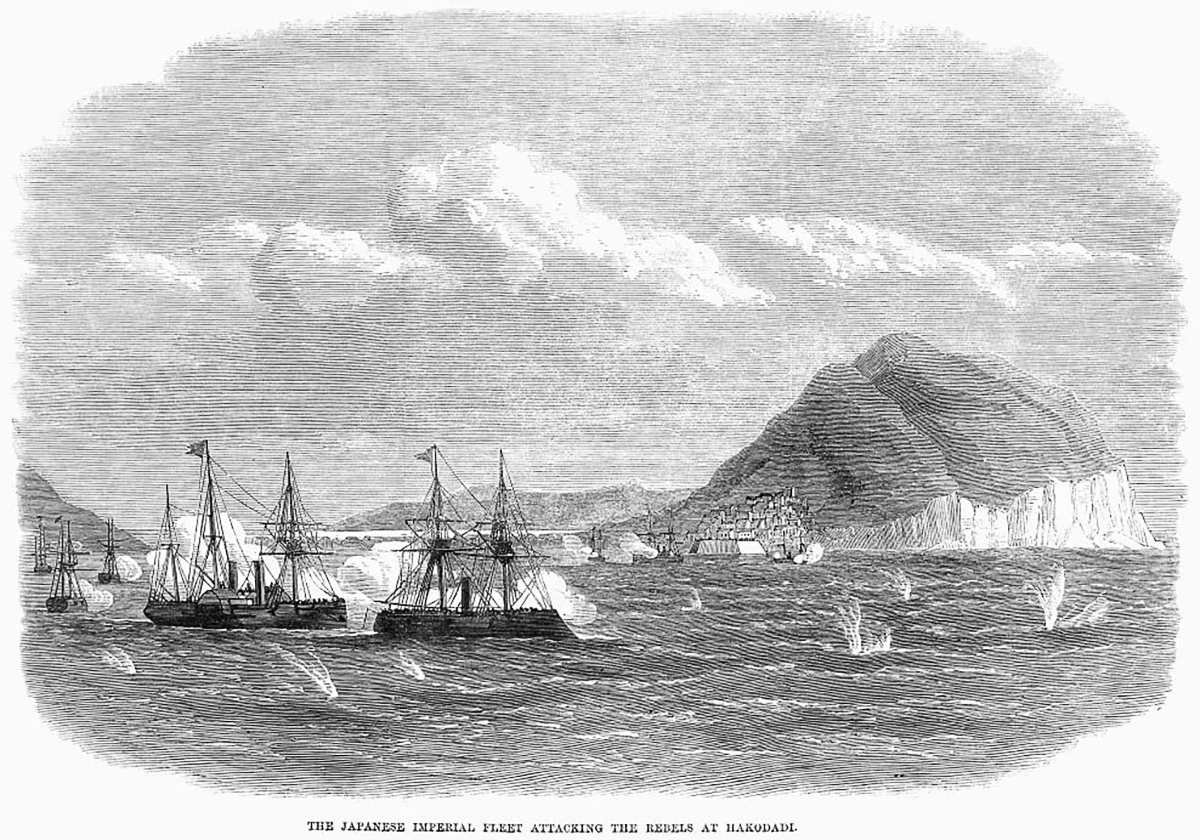
하코다테 해전

신정부군의 함대는 3월 20일에 미야코 항구에 도달하지만, 지원 함대가 도착하기까지 정박하고 있었다. 이때 에조 공화국은 신정부군의 군함인 코테츠(Kotetsu)를 포획하겠다는 대담한 계획을 세웠다. 기습 공격을 하기 위해 신선조 사령관 히지카타 도시조의 주도로 세 척의 전함이 미야코로 보냈졌다. 그러나 이 계획은 열악한 날씨로 인해 에조측 전함에서 엔진 고장이 발생했고, 전함에 탑승해 있던 에조군에 대한 신정부군의 막강한 신무기로 결국 에조 공화국의 패배로 허무하게 끝났다.

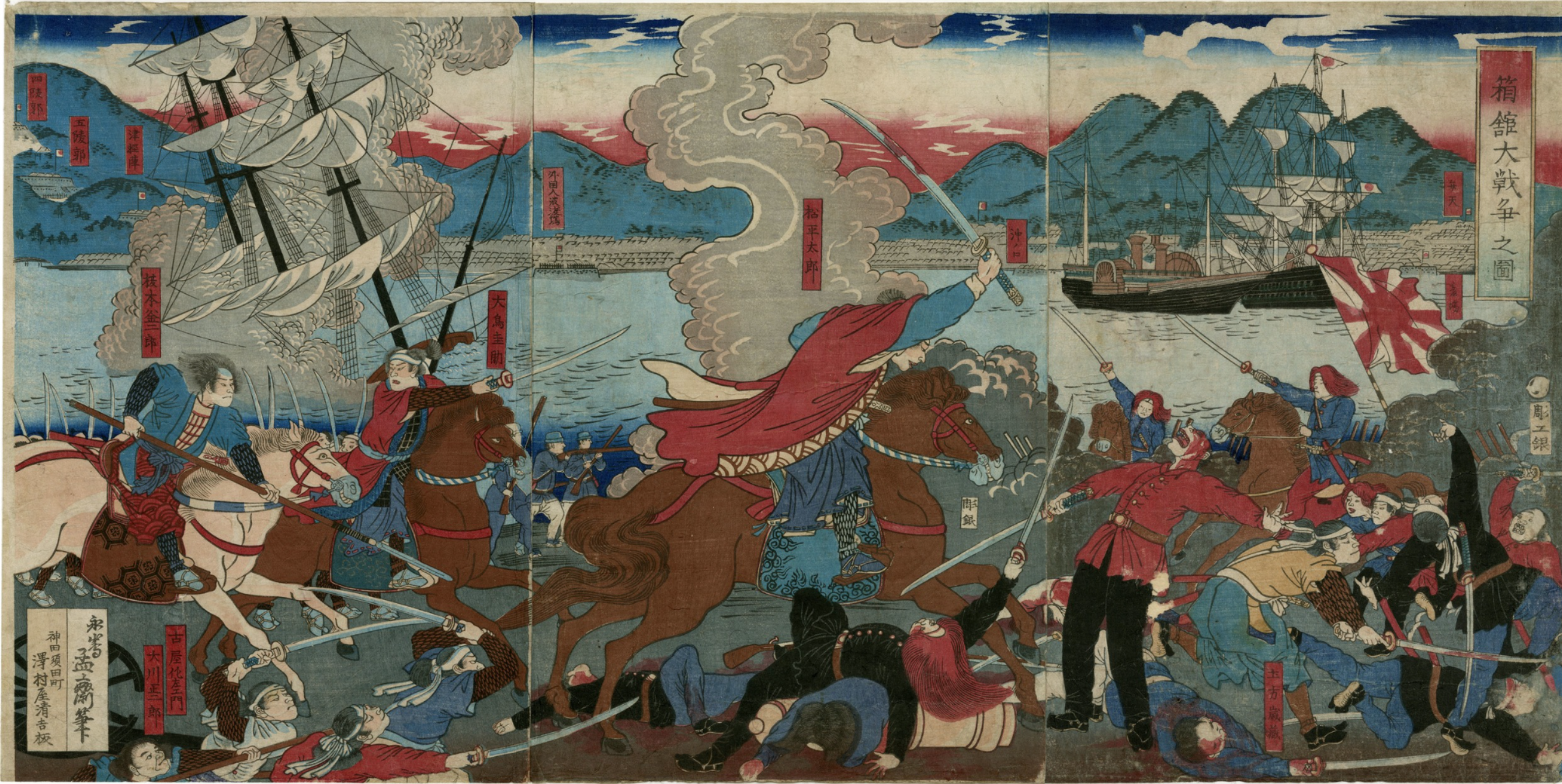
하코다테 전쟁

신정부는 곧바로 일본 본토에서 그들을 파악하는데 강화했고, 각 제번의 군함을 집결시켜 함대를 편성하여 에조로 파견하였다. 한편 에조 공화국의 상황이 절망적이라는 것을 파악한 프랑스의 군사 고문관들은 하코다테 만에 주둔해 있던 프랑스 선박을 타고 도망쳤으며, 요코하마를 통해 프랑스로 수송되었다.
5월 13일, 신정부군의 참모 구로다 기요타카는 다카마쓰 료운(高松 凌雲)의 중개로 에노모토 다케아키에게 항복을 권고했다. 에노모토는 이에 응하지 않았지만, 회진(灰塵)되기에는 아까울 것으로 여긴 「만국해율전서」라는 책을 구로다 기요타카에게 전해 주었다. 이는 해사(海事)에 관한 국제법과 외교에 관한 책으로 에노모토 자신이 번역한 책이었다. 이를 본 구로다는 에노모토가 국제법에 정통(精通)하다는 것에 감명하였고, 그 후, 에노모토의 목숨을 구제 해줄 것에 분주했다.
한편 벤텐 다이바는 신정부군의 함포 사격과 상륙 부대의 맹공에 잘 버티고 있었지만, 식량이 바닥나 5월 15일에 나가이 나오유키(永井尚志)를 비롯한 무리들이 신정부군에게 항복했다.
구로다는 「만국해율전서」의 답례로, 편지와 함께 술통 5통, 참치 5마리를 고료카쿠에 보내었다. 에노모토는 이 호의를 배수(拝受)하였고, 답례로 군사를 파견해 다음 날 아침 7시까지 휴전을 부탁했다. 신정부군은 그것을 인정하고 고료카쿠에 대한 총공격 개시의 일시를 통보했다. 휴전 동안에 에조 공화국 지도자들은 합의 후, 항복과 고료카쿠 개성이라는 결정을 내리게 된다. 에노모토는 패전의 책임과 패잔병들의 구명 탄원을 위해 자결하려다 우연히 근처를 지나가던 오쓰카 카쿠노죠우(大塚 霍之丞)에 의해 제지되었다.
5월 18일 새벽, 에노모토를 비롯한 간부들은 계획에 따라 출두하여 고료카쿠를 개성했다. 이 날 국권을 포기하였던 에조 공화국은 무장 해체도 완료했다. 이에 따라 하코다테 결전을 마지막으로 보신 전쟁은 종결되었다.

## 전후 처리
게이오 4년 5월 24일, 신정부는 도쿠가와 요시노부에게 사일등(死一等)을 감했으며, 다야스 카메노스케(田安 亀之助)에게 도쿠가와 종가를 상속하고, 슨푸(駿府) 70만 석을 하사한다고 발표했다.
또한, 여러 제번에게 전공(戦功)을 하사하였고, 반대 세력에게는 쇼분(処分)을 감행했다.
전공상전(戦功賞典)
식읍(永世禄)
- 10만석： 시마즈 히사미쓰(사쓰마), 모리 다카치카(조슈)
- 4만석： 야마우치 도요시게(도사)
- 3만석： 이케다 요시노리(돗토리), 도다 우지타카(오가키), 오무라 스미히로(오무라), 시마즈 다다히로(사도와라), 사나다 유키타미(마츠시로)
- 2만석： 사타케 요시타카(구보타), 도도 다카유키(쓰), 이이 나오노리(히코네, 이케다 아키마사(오카야마), 나베시마 나오히로(사가), 모리 모토토시(조후), 마쓰마에 나가히로(마쓰마에)
- 1만 5천석： 마에다 요시야스(가나자와), 도자와 마사자네(신조), 도쿠가와 요시카쓰(오와리), 아사노 나가코토(히로시마), 오제키 마스노리(구로바네)
- 1만석： 마쓰다이라 슌가쿠(후쿠이), 로쿠고 마사카네(혼조), .사카키바라 마사타카(다카다), 쓰가루 쓰구아키라(히로사키), 도다 주쇼(우쓰노미야), 구로다 나가토모(후쿠오카), 아리마 요리시게(구루메), 아키모토 히로토모(다테바야시)

쇼분(処分)
- 센다이번: 28만석 감봉(62만석). 다이묘 다테 요시쿠니는 사일등(死一等)을 감해지며 근신. 가신 6명중 2명 처형, 2명 할복.
- 아이즈번: 무쓰 도나미번에 3만석 전봉(23만석). 다이묘 가문은 에도에서 금고(후일 해제). 가로(家老) 1명 처형.
- 모리오카번: 구 센다이령(仙台領)의 시라이시(白石)에 13만석 전봉(20만석). 가로(家老) 1명 처형.
- 요네자와번: 14만석 전봉(18만석)
- 쇼나이번: 12만석 전봉(17만석)
- 야마가타번: 오미국 아사히야마에 전봉, 아사히야마번을 립번(立藩). 석고(石高)는 5만석을 유지. 가로(家老) 1명 처형.
- 니혼마쓰번: 5만석 전봉(10만석)
- 다나구라번: 6만석 전봉(10만석)
- 나가오카번: 2만 4천석 감봉(7만4천석).
- 조자이번: 가이에키(1만석), 번의 중신 사형. 다이묘 하야시 다다타카(林忠崇) 투옥.
- 이치노세키번: 2만 7000석 감봉(3만석)
- 가미노야마번: 2만 7000석 감봉(3만석)
- 후쿠시마번: 미카와국 시게하라번에 2만 8000석 전봉
- 가메다번: 1만 8000석 감봉(2만석)
- 덴도번: 1만 8000석 감봉(2만석)
- 이즈미번: 1만 8000석 감봉(2만석)
- 유나가야번: 1만 4000석 감봉(1만 5000석）
- 시모테도번: 옛 영지인 지쿠고국 미이케에 전봉. 석고(石高)는 1만석을 유지.

## 같이 보기
- 영일 관계